# Eulithis unicolorata
Eulithis unicolorata är en fjärilsart som beskrevs av Mcdunnough 1943. Eulithis unicolorata ingår i släktet Eulithis och familjen mätare. Inga underarter finns listade i Catalogue of Life.